# Верхняя Волосница
Верхняя Волосница — река в России, протекает в Подосиновском районе Кировской области. Устье реки находится в 31 км по левому берегу реки Пушма. Длина реки составляет 19 км.
Исток реки находится в болотах на возвышенности Северные Увалы в 30 км к юго-востоку от посёлка Подосиновец. Исток расположен на генеральном водоразделе Белого и Каспийского морей, рядом находятся верховья реки Кая. Генеральное направление течения северо-запад. Всё течение проходит по ненаселённому лесному массиву, впадает в Пушму напротив деревни Серкино. Притоки — Задорская, Трусовка (правые); Хмелевица (левый).

## Данные водного реестра
По данным государственного водного реестра России и геоинформационной системы водохозяйственного районирования территории РФ, подготовленной Федеральным агентством водных ресурсов:
- Бассейновый округ — Двинско-Печорский
- Речной бассейн — Северная Двина
- Речной подбассейн — Малая Северная Двина
- Водохозяйственный участок — Юг
- Код водного объекта — 03020100212103000011542